# Scholzite
La scholzite è un minerale raro appartenente alla classe dei Fosfati, Arseniati e Vanadati, con la formula chimica semplificata CaZn2(PO4)2·2H2O (più precisamente Ca[6]Zn2[4][PO4]2·2H2O) e perciò definibile come fosfato idrato di calcio e zinco.